# Keutschach am See
Keutschach am See è un comune austriaco di 2 438 abitanti nel distretto di Klagenfurt-Land, in Carinzia.

## Geografia fisica
Nella valle di Keutschach am See si trovano quattro laghi: Rauschelesee, Baßgeigensee, Keutschachersee e Hafnersee.

## Storia
Nel Keutschachersee furono trovati i resti dell'unico insediamento su palafitte della Carinzia e ciò dimostra che il territorio era abitato già nella prima Età del bronzo. Reperti di epoche diverse indicano che nel corso del tempo numerosi popoli si sono insediati nella valle di Keutschach; tra di essi un'iscrizione tombale di epoca romana e una lastra in rilievo preromanica risalente all'epoca della Carantania.
Nel primo Medioevo sorse, su una roccia presso la località di Sankt Margarethen, una fortezza che in seguito venne ampliata fino a diventare una delle più grandi fortificazioni dell'area intorno al Wörthersee. Di questa fortezza non rimangono, oggi, che alcuni resti di mura. All'inizio del XVI secolo nella località di Keutschach venne costruito dai signori di Keutschach il "castello vecchio”. L'esponente più conosciuto di questa famiglia, l'arcivescovo di Salisburgo Leonhard von Keutschach, avrebbe finanziato la costruzione di questa imponente opera edilizia. Il "castello nuovo" fu fatto costruire nel 1679, a poche centinaia di metri dal castello vecchio, dal conte Georg Nikolaus von Rosenberg (i conti Rosenberg avevano acquisito la signoria di Keutschach nel 1659).
Dal territorio di Keutschach am See nel 1903 fu scorporato il comune catastale di Reifnitz, assegnato al nuovo comune di Maria Wörth. Nel 1967 il castello nuovo venne acquistato dal comune ed è diventato il centro amministrativo e culturale della municipalità.

## Monumenti e luoghi d'interesse
- Chiesa parrocchiale di Keutschach
- Chiesa di San Nicolò
- Chiesa di Santa Margherita
- Monumento funerario gotico
- Castello (con il municipio)

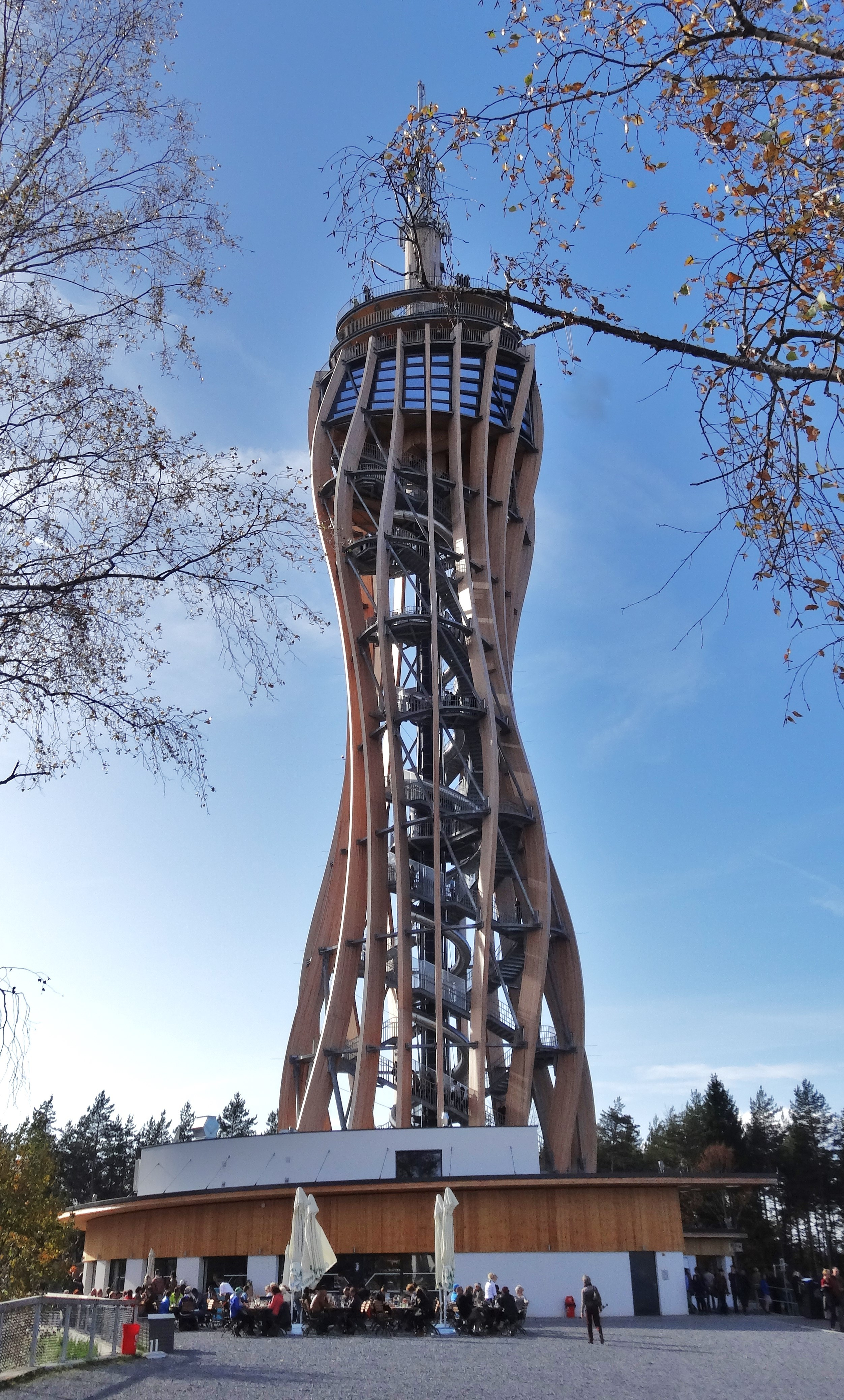
Torre belvedere sul Pyramidenkogel

- Torre belvedere sul Pyramidenkogel
- Foresta incantata del Rauschelesee
- Edicole
- Percorso istruttivo intorno alla palude tra il Baßgeigensee e il Keutschachersee
- Osservatorio di larice ai margini della palude di Dobeinitz

## Società
A Keutschach vive una minoranza slovena, pari al 5,6% della popolazione.